# Nová Včelnice
Nová Včelnice är en stad i Tjeckien.   Den ligger i regionen Södra Böhmen, i den centrala delen av landet, 110 km söder om huvudstaden Prag. Nová Včelnice ligger 507 meter över havet och antalet invånare är 2 449.
Terrängen runt Nová Včelnice är huvudsakligen platt. Nová Včelnice ligger nere i en dal.Runt Nová Včelnice är det ganska glesbefolkat, med 38 invånare per kvadratkilometer. Närmaste större samhälle är Jindřichův Hradec, 11,7 km söder om Nová Včelnice. I omgivningarna runt Nová Včelnice växer i huvudsak blandskog.